# Simatic
A Simatic a Siemens védett termékneve. Automatizálási, irányítástechnikai és gyártástechnológiai célokra alkalmazott vezérlőegységek és perifériák tartoztak főleg a termékcsaládba. A Simatic elterjedtsége lévén egyfajta de-facto szabványként is funkcionál.

## A Simatic története

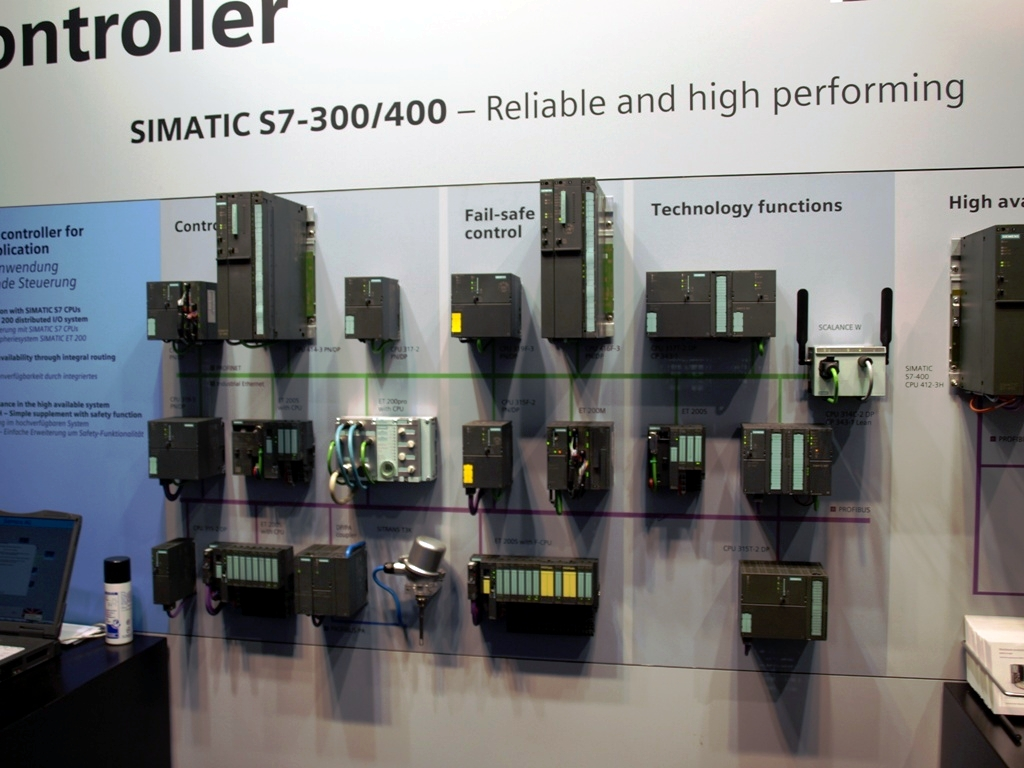
SIMATIC termékpaletta

A termékcsalád első tagja, egy germánium félvezetős kapcsolat programozott vezérlő (VPS), a Simatic G névvel került a piacra, 1958 április 2-án. Ugyanezen a napon regisztrálta a Német Szabadalmi Hivatal a Siemens-Schuckertwerke terméknév-szabadalmát, a Simatic-ot, mely a „Siemens” és „Automatic” szavak összevonásával alakult ki. 
Míg az 1964-es „N” sorozat még szilícium-félvezetővel, az 1973-as kiadású „H”, „P” és „C” sorozatok már integrált áramkörökkel kerültek a piacra. Ebben az évben (1973) történt a nehézkes kapcsolat programozott vezérlőkről (VPS) a sokkal hatékonyabb programozható logikai vezérlőre (németül speicherprogrammierbaren Steuerung; SPS, angolul  Programmable logic controller; PLC) való átállás. 
Az első ilyen PLC sorozatot, az 1973-as kiadású Simatic S3-at szerény piaci siker kísérte. Ezzel szemben az 1979-ben piacra dobott Simatic S5 család világsiker lett. Ez a termékcsalád még 1995-ig került továbbfejlesztésre és bővítésre, a termékgaranciája 2020-ban fog kifutni.

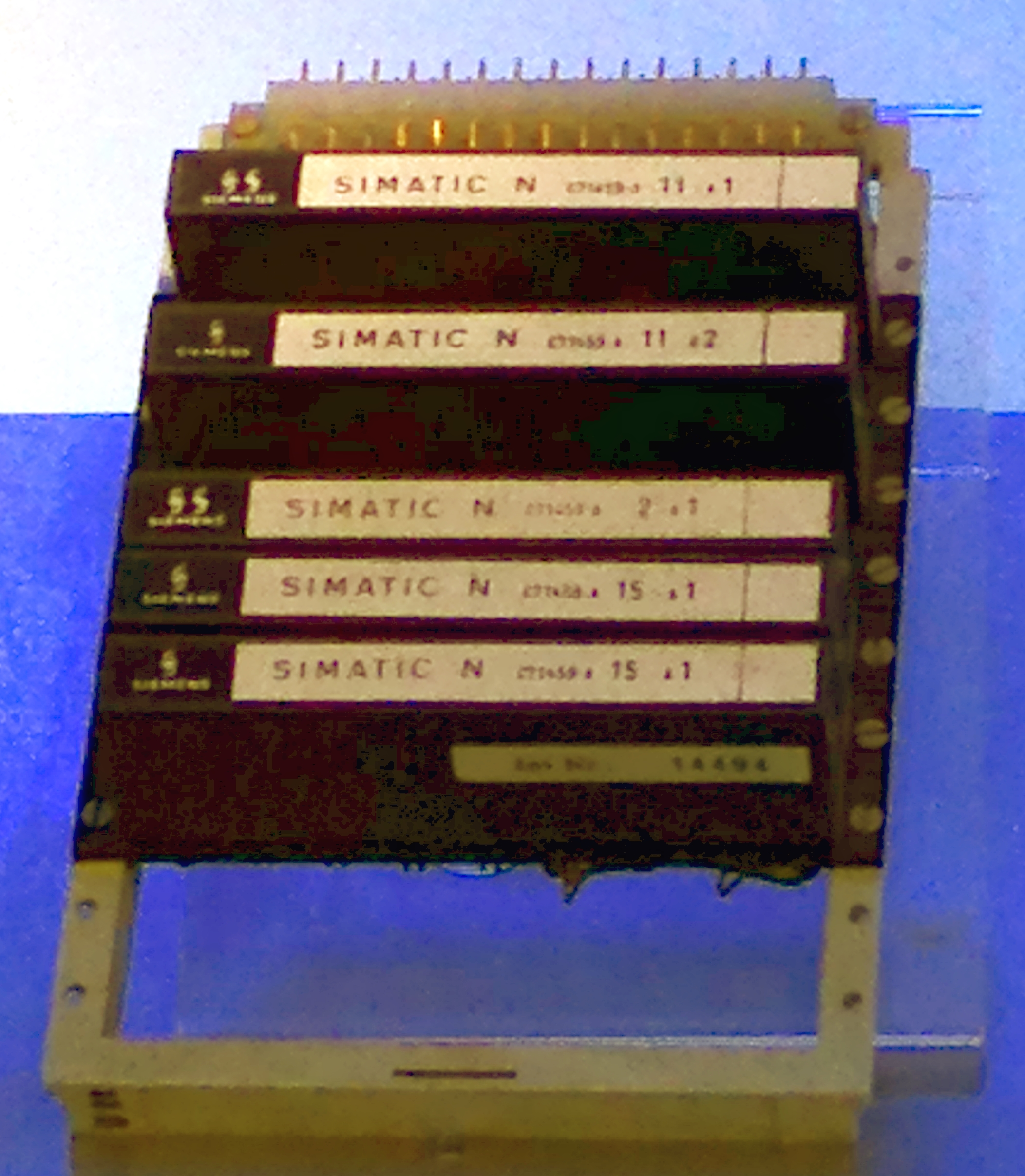
Siemens Simatic N 1965-ből

A Simatic S7 termékcsalád, melynek különböző változatai jelenleg a legelterjedtebbek a piacon, 1994-ben jelent meg. Míg az S5-ös sorozathoz a STEP5 programozási keretrendszerben csak egy programozási nyelv (AWL) létezett, addig az S7-es STEP7-ben már a programozási nyelvek szélesebb tárháza áll rendelkezésre, például AWL, SCL, KOP, FUP, GRAPH.

## Simatic rendszer
Napjainkban a Simatic nem csak a vezérlőrendszereket, hanem szélesebb körű ipari automatizálási termékeket is magába foglal. Ide tartoznak:
- Programozható logikai vezérlők (PLC-k)
  - mikróvezérlő: LOGO!
  - Standard SIMATIC S7 PLC-k: S7-200, S7-300, S7-400, S7-1200, S7-1500
  - Kalapsín PC-k: Embedded Controller
  - Ipari PC-kbe beilleszthető kártya PLC-k: WinAC Slot PLC
  - Szoft-PLC-k, az ipari PC-khez: WinAC MP, WinAC RTX, WinAC ODK
- Elosztott (decentrális) perifériák: ET 200
- Szenzorok
- Szabályozórendszerek: TDC, T400
- Szoftver a PLC programozásához: STEP 7, TIA Portal
- Programozóeszközök: SIMATIC Field PG
- Felügyeleti rendszerek, SCADA-k: SIMATIC HMI
  - integrált felügyelet: SIMATIC panelek
  - Ipari PC-ken futó felügyeleti szoftverek: WinCC
  - Szoftver a felügyeleti rendszerek fejlesztéséhet: WinCC (TIA Portal), korábban WinCC vagy WinCC Flexible, ProTool
- Ipari kommunikáció: SIMATIC NET
- Folyamatvezérlőrendszer: SIMATIC PCS 7
- Termelésirányító rendszer (MES):  SIMATIC IT
- IoT gateway-ek, felüleletek: SIMATIC IOT2040

## A Simatic PLC-k

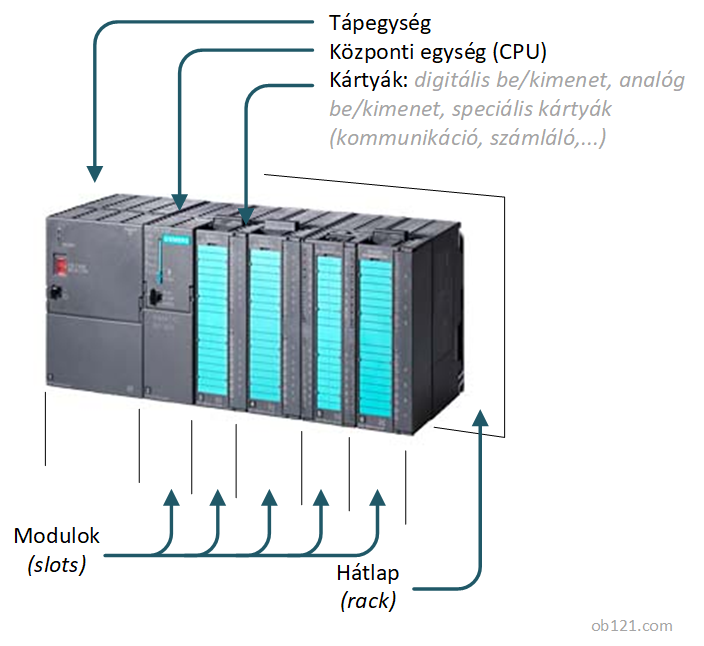
Egy Simatic S7 PLC felépítése

A PLC-k a vezérlési funkciókat programként tárolják a CPU moduljuk memóriájában. A Simatic programozása a STEP 7 (korábban STEP 5) programozószoftver vagy más gyártó által készített szoftver segítségével történhet. Az automatizálási rendszer moduláris, a CPU mellett különféle digitális és analóg I / O modulokkal (kártyákkal), valamint előfeldolgozó, kommunikációs vagy intelligens modulokkal (kártyákkal) is bővíthetők a Simatic PLC-k. 
A modulokkal (kártyákkal) közvetlenül a CPU-k is bővíthetők, de ezeknek a hálózati elérése is megvalósítható. A Simatic S7 vezérlők jellemzője a tűrőképességük az elektromágneses zavarokkal (az EMC irányelv előírásainak megfelelően) és a környezeti viszonyokkal (pl. 0 - +60° C tolerálása működés közben) szemben. Ezek a rendszerek jól konfigurálhatók és bővíthetők, a termékcsaládokon belül többnyire szoftver-kompatibilisek. 
A Simatic S7 PLC-k és a a STEP 7 programozószoftverek Németországban a legszélesebb körben elterjedt vezérlők (35%), de világszerte is egyfajta de-facto standardként alkalmazzák ezeket.

### Simatic S3
A kezdeti időkben voltaképpen csak egy kapcsolat programozott vezérlő (VPS) alkotta a rendelkezésre álló termék-palettát:
- Simatic S3-111

### Simatic S5

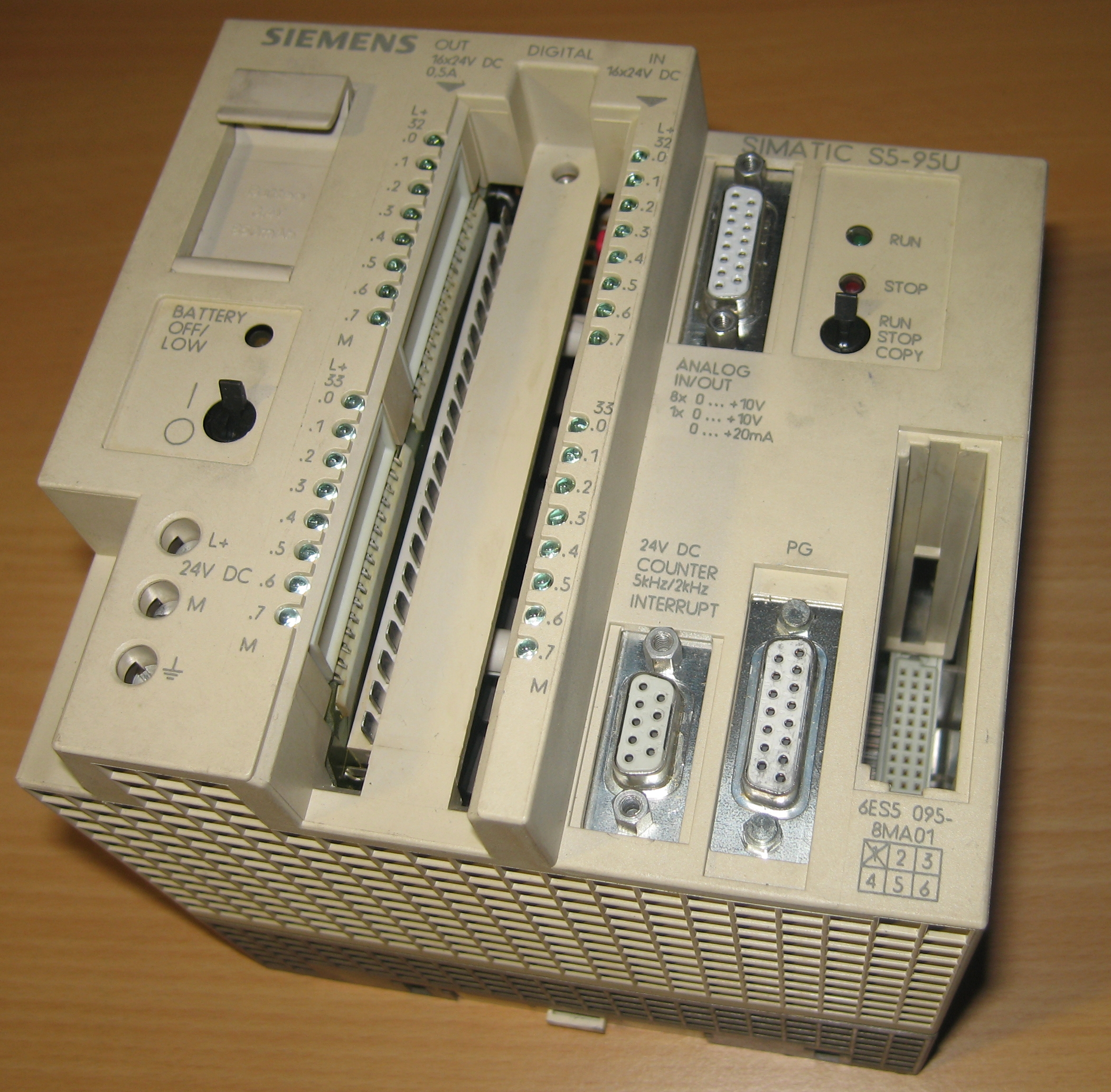
Simatic S5-95U

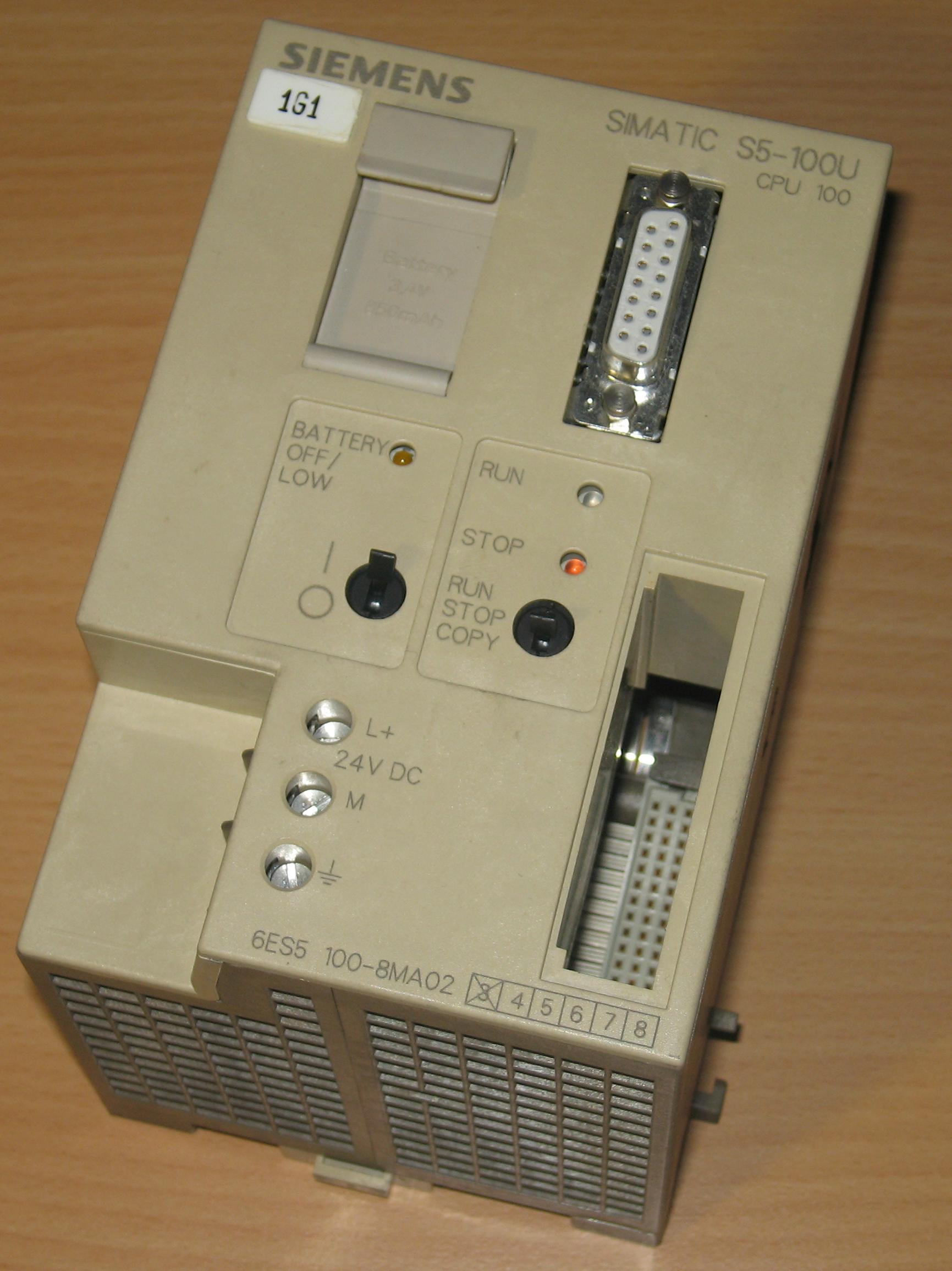
Simatic S5-100U CPU 100

- Simatic S5-010 – Moduláris felépítésű PLC
- Simatic S5-90U – Kompakt mini PLC
- Simatic S5-95 – Kompakt mini PLC
  - Simatic S5-95F – F (hibatűrő) változat
  - Simatic S5-95U – univerzális változat
- Simatic S5-100U –Moduláris mini PLC (CPU 100, CPU 102, CPU 103)
- Simatic S5-101 – Kompakt mini PLC
  - Simatic S5-101R – csak KOP nyelven programozható
  - Simatic S5-101U –  programozása AWL, KOP és FUP-pal lehetséges; terepi egységgel bővíthető
- Simatic S5-105R – Moduláris PLC hátlappal (csak KOP nyelven programozható)
- Simatic S5-110 – Moduláris PLC
  - Simatic S5-110A – Kártyaformátumú
  - Simatic S5-110F – F (hibatűrő) változat
  - Simatic S5-110S – PLC hátlappal és terepi busszal (kártyaformátumú)
- Simatic S5-115 – Moduláris kiépítésű, közepes teljesítményű PLC sorozat, beépített hűtés nélkül (CPU 941, 942, 943, 944, 945)
  - Simatic S5-115F – F (hibatűrő) változat
  - Simatic S5-115H – H (redundáns) változat
  - Simatic S5-115U – univerzális változat
- Simatic S5-130 – Moduláris kiépítésű, közepes teljesítményű PLC sorozat
  - Simatic S5-130A – Robusztus kialakítású változat (tokozott kártyakialakítás)
  - Simatic S5-130K – Kompakt változat (kártyaformátumú)
  - Simatic S5-130W – Hátlapos kialakítású változat (kártyaformátumú)
- Simatic S5-135U – Moduláris kiépítésű, közepesnél nagyobb teljesítményű PLC sorozat. Ebben a sorozatban jelentek meg először a párhuzamos huzagolású processzorok. Minden központi processzornak saját programblokkja volt. A központi processzorok ugyanazzal a terepi busszal működtek, egymás közötti adatcsere csak speciális DB-ken és merkereken keresztül volt megvalósítható. (CPU 920, 921, 922, 928)
- Simatic S5-150 – Moduláris kiépítésű, közepesnél nagyobb teljesítményű PLC sorozat, beépített hűtéssel. 1980-ban került a piacra, elsőként analógjel-feldolgozási lehetőséggel. (CPU 924, 925, 927)
  - Simatic S5-150A –  Robusztus kialakítású változat (tokozott kártyakialakítás)
  - Simatic S5-150K – Kompakt változat (kártyaformátumú)
  - Simatic S5-150S – Hátlapos kialakítású változat (kártyaformátumú)
  - Simatic S5-150U – Hátlapos kialakítású változat (kártyaformátumú)
- Simatic S5-155 – Moduláris kiépítésű, nagyteljesítményű PLC sorozat, beépített hűtéssel, egy- vagy többutas végrehajtással (CPU 946/947, 948)
  - Simatic S5-155H – H (redundáns) változat
  - Simatic S5-155U - univerzális változat

### Simatic S7

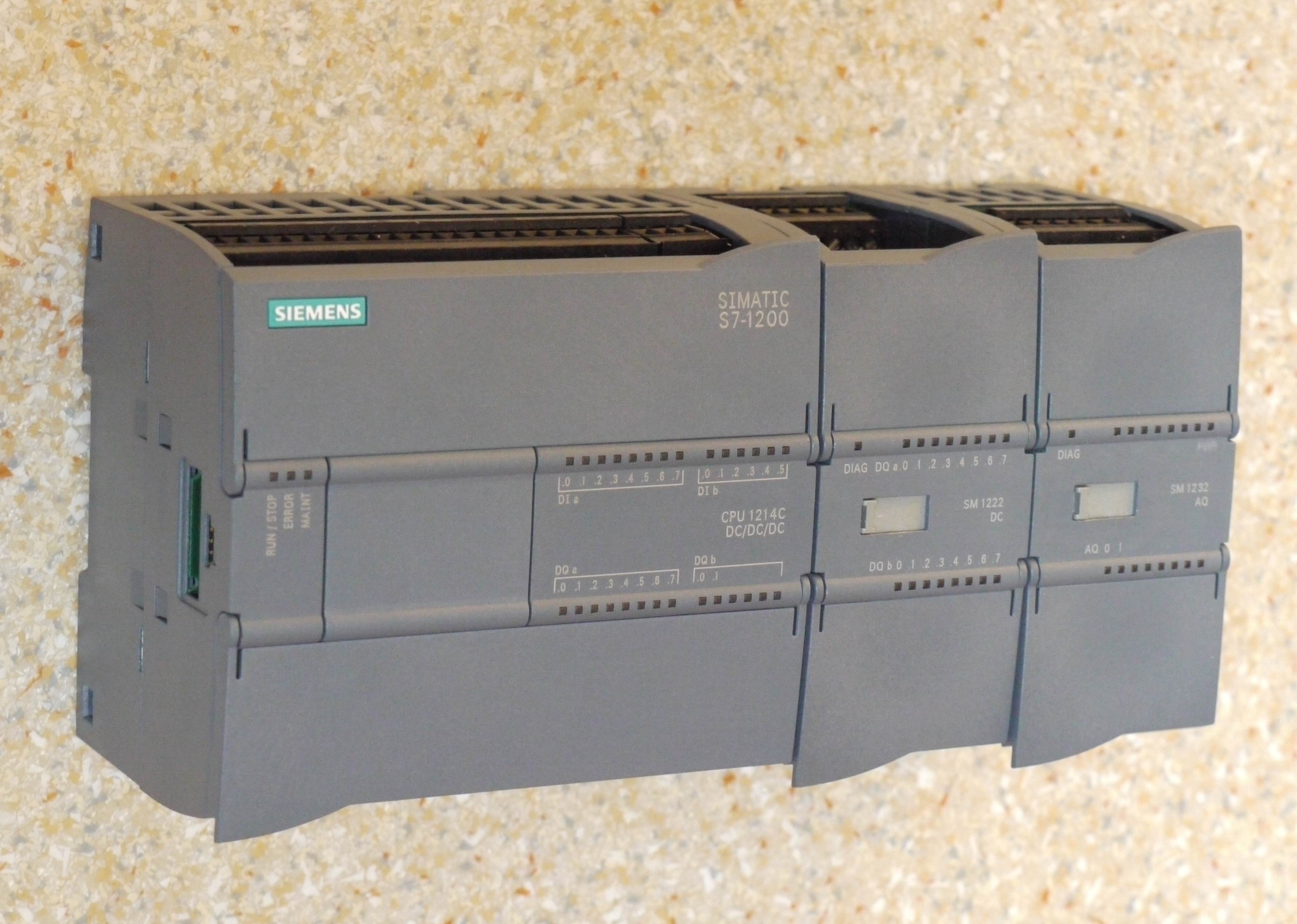
Simatic S7-1200

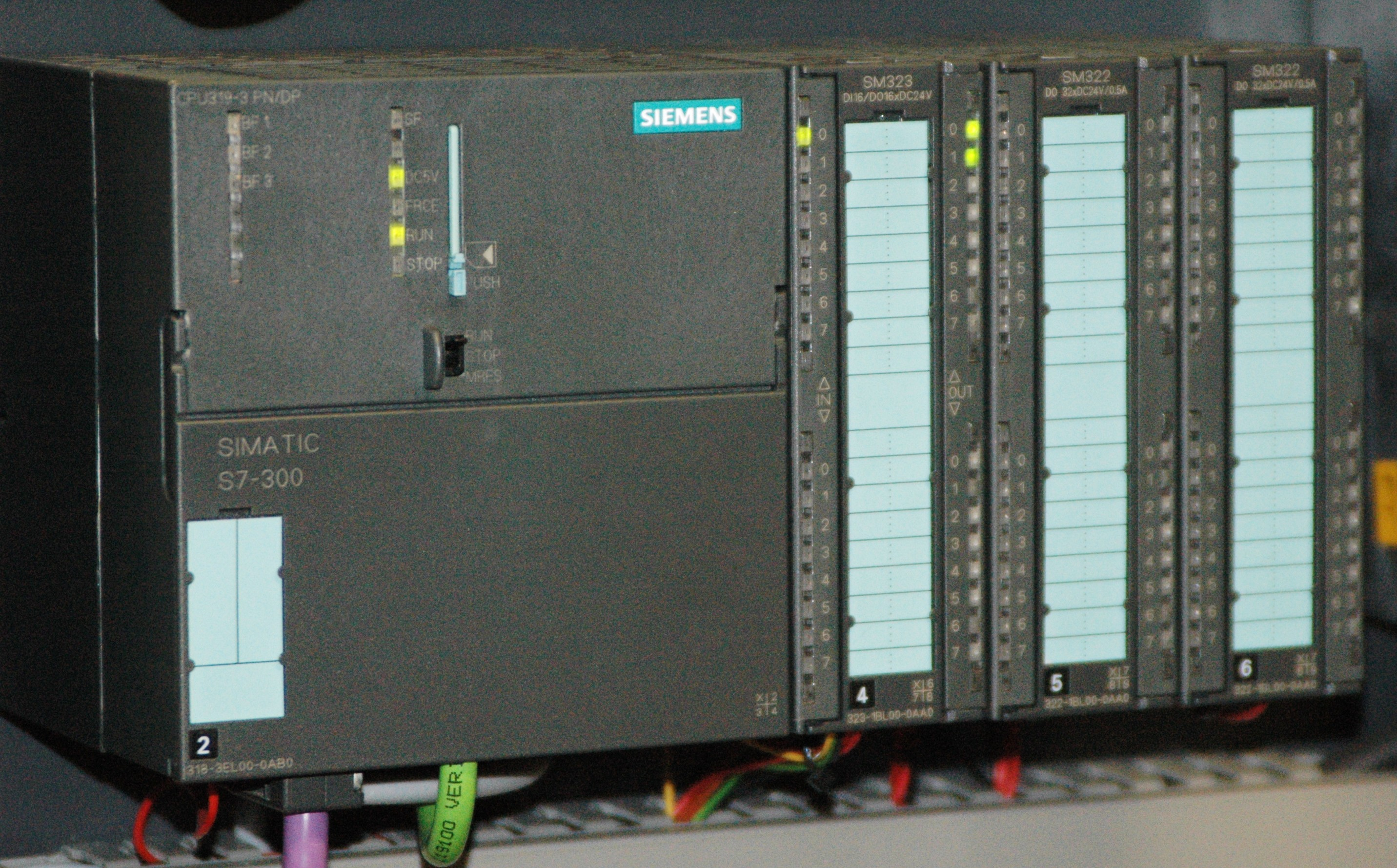
Simatic S7-319-3 PN/DP

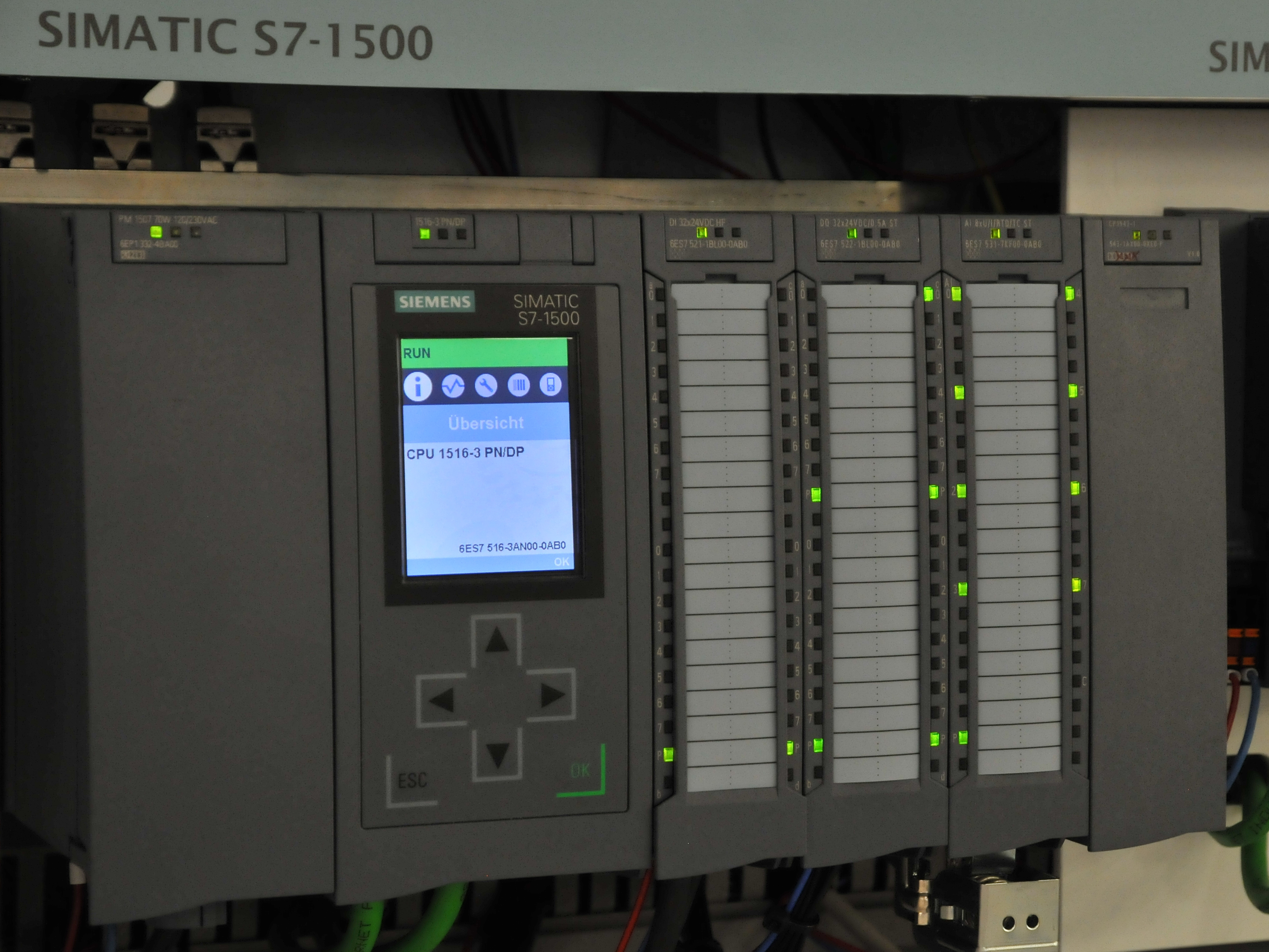
Simatic S7-1500

A Simatic S7 rendszer a Totally Integrated Automation (TIA) keretein belül került kifejlesztésre. A TIA-t a Siemens 1996-ban vezette be, szervezeti / szervezési koncepcióként, mely a fejlesztési szinteket (mező, PLC, SCADA, MES, ERP) és az azokhoz rendelt eljárásokat definiálta.
- Simatic S7-200  – 80 mm × 62 mm-es méretével a Siemens legkisebb PLC-je volt. 24 kB-os programmemóriája volt, maximum 0,22 μs-os ciklusidővel. Az integrált RS-485 csatlakozója tette lehetővé a kommunikációt más eszközökkel. A Siemens 2017-ben kivezette a piacról ezt a termékcsaládot.[3]
- Simatic S7-1200 – 2009 áprilisában a Siemens generációváltást hajtott végre a Simatic S7 vezérlői között. Először az S7-1200  lépett az S7-200 helyébe. Az S7-1200 a mini-PLC kategóriába került, Profinet csatlakozóval került kiépítésre. Alternatív megoldásként Profibus, AS-i vagy vezeték nélküli kommunikációval is rendelkezhet,  programozása a TIA Portal-lal valósítható meg. Mérete 100 mm × 75 mm. Munkamemóriája 125 kB, 2 MB programmemóriája  24 MB-ig bővíthető, ciklusideje 0,1 μs.
- Simatic S7-300 – A legkelendőbb Siemens PLC mérete 125 mm × 130 mm. Legfeljebb 2 MB munkamemóriája, 8 MB programmemóriája lehet, ciklusideje min. 0,01 μs. Integrált RS-485 (MPI), Profibus, Profinet és Ethernet interfészek teszik lehetővé a kommunikációt más eszközökkel.
- Simatic S7-400 – A legnagyobb Siemens PLC mérete 290 mm × 219 mm. Ennek a sorozatnak legfeljebb 48 MB munka memóriája, 16 MB RAM-ja lehet, és minimális ciklusideje jellemzően 0,018 μs. Integrált RS-485 (MPI), Profibus, Profinet és Ethernet interfészek lehetővé teszik a kommunikációt más eszközökkel.
- Simatic S7-1500 – 2012-ben mutatta be a Siemens az új PLC sorozatot.[4] Ez fokozatosan váltja majd le az S7-300 és az S7-400-as sorozatokat (2020 előtt viszont nem tervezik ezeknek a kivonását)  A mozgásvezérlő (motion control) funkciók mostantól minden CPU-ba integrálva vannak, az „F”-es rendszerek SIL3 szintig érhetők el a termékcsaládban. A PLC-k akár 32 modullal (kártyával) is bővíthetők. A sorozat PLC-i Profinet interfészekkel rendelkeznek, és minden CPU-n saját integrált webszerver fut. A PLC sorozat a TIA-Portal-lal programozható.
- Simadyn D, Simatic TDC – Szabadon konfigurálható és programozható 32 bites vagy 64 bites processzorokkal rendelkező folyamatvezérlőrendszer. Fő alkalmazási területei  a nyomdák, hengerművek, gáz- és olajgyártó létesítmények és erőművek. Nagy szabályzási sebességet igénylő rendszerekhez is használják, mint például a Transrapid pályavezérlése. Minimális ciklusideje 0,1 ms.
- Simatic S7-mEC – Moduláris, az S7-300-al kompatibilis beágyazott (Windows embedded) PC technológia. PC / 104 kártyákkal bővíthető.
- Simatic WinAC RTX – Szoftver-PLC (vagy szoft-PLC) PC-bázisú automatizáláshoz. A WinAC valósidejű működése többé-kevésbé megegyezik a Simatic S7-1500 sorozat funkcionalitásával. Integrált Web-szerverrel rendelkezik, a Windows 10-en futtatható. OPC szerverként és kliensként is alkalmazható. A WinAC ODK ennek a rendszernek a testreszabását teszi lehetővé.
- Sibas PN – A Simatic vasúttechnikai vezérlőrendszere, mely speciális – a vasúttechnikai követelményeknek megfelelő – hardveren, beágyazott WinAC RTX-en fut. Elődjei, a Sibas 32/16/G még nem Simatic bázisú rendszerek voltak. A Sibas PN alapkommunikációja a Profinet, de a TCN-nel (MVB, WTB) is tud kommunikálni. Ez a rendszer először az ICE 4-en került alkalmazásra.

## Speciális Simatic PLC-k

### F-es, biztonsági rendszerek
A "F" a típusjelzésekben a fail-safety megoldásokra utal. Ezek az F-es rendszerek emelt biztonsági besorolású berendezéseknél kerülnek alkalmazásra. Gyakorlatilag azt lehet mondani, hogy a SIL2 követelmény feletti rendszerek csak F-es technológiákkal kerülnek megvalósításra. Ide lehet soroni az égővezérlőkel, vasúti pályafelügyeleti eszközöket, biztonsági felügyeleti megoldásokat például. F-es eszközök léteznek mind a 300-as (pl. S7-315F, S7-317F), mind a 400-as sorozatnál is. Az "F"-es eszközöket egy speciális keretrendszerekkel lehet programozni F-KOP vagy F-FUP eszközökkel (distributed safety) vagy F-mátrix-szal (Safety Matrix). Létezik egy F-AWL eszköz is, de ennek az elérhetősége meglehetősen korlátozott. Az F-es szoftver a többi szoftver-modullal csak korlátozott kapcsolatot tarthat fenn. AZ F-es rendszerek speciális, biztonsági besorolású szenzorok (pl. NAMUR) alkalmazását igényelik.

### H-s, Hardver-redundáns rendszerek
A H-s rendszerek redundáns hardver-megoldásokkal biztosítják a hibatűrő vezérlést és a nagyon gyors átkapcsolást a két vezérlő-PLC között. A H-s hardver-elemeket a Siemens csak a 400-as sorozathoz fejlesztette ki, így a 300-as sorozathoz H-s megoldás (S7-300H) nem létezik.
A rendundancia sok módon megvalósítható, de alapvetően két nagy osztálya létezik, a szoftver- és a hardver- redundancia. A szoftveres áttérés olcsóbb és például S7-300-on is megvalósítható, de lassú, és a perifériák redundáns (hardveres) kezelését értelemszerűen nem tartalmazhatja. A teljes H-s megoldások hardveres szinten a perifériák kezeléséig is kiterjedhet, villámgyors áttérés lehetőségét biztosítják, de meglehetősen drágák.
A (teljes) H-s megoldások szoftveres kezelést nem igényelnek, az áttérést hiba esetén automatikusan a hardver intézi. A rendundáns állapotkiegyenlítésekhez általában belső üvegszálas átvitelt használnak a H-s PLC-k.

## Simatic HMI

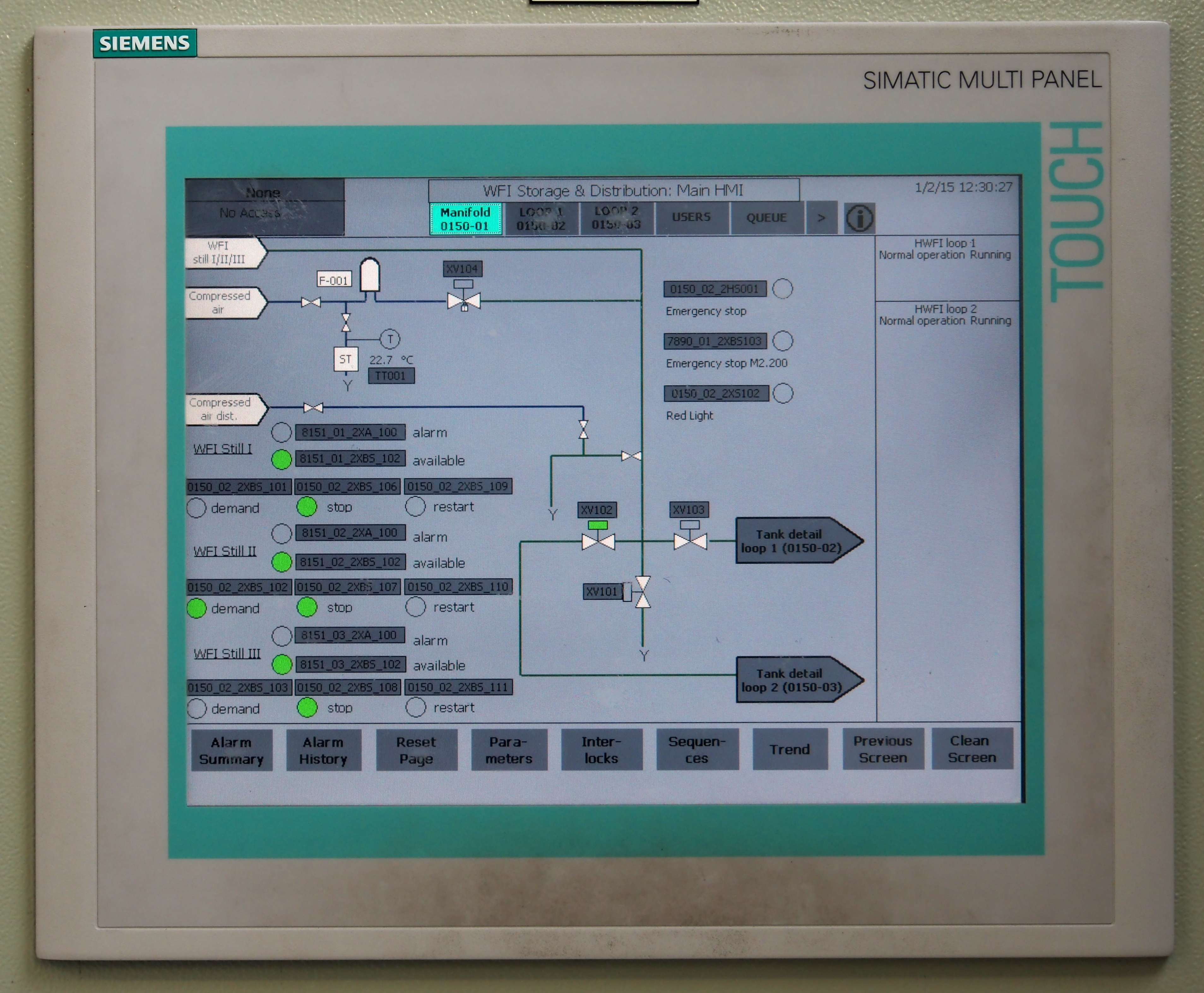
Simatic Multi Panel érintőképernyős HMI

A Simatic a HMI-k széles palettáját kínálja az irányítástechnikai rendszerekhez. Ezek egyrészt lehetnek PC-re telepített SCADA rendszerek, ezek régebben a WinCC, WinCC Flexible szoftvereken voltak fejleszthetők illetve futtathatók. Jelenleg az integrált TIA portálon belül, a WinCC-vel lehet ezeket kezelni. A másik megoldás a (nem feltétlenül PC-s bázisú) speciális hardverrel kiépített panelek alkalmazása. 

## A Siemens hasonló védett márkái
- SINAMICS: NC, CNC vezérlés, frekvenciaváltók  (S120, S150, G110, G120, Micromaster, Simodrive)
- SINUMERIK: Motorvezérlés (Simotics)
- SIMOTION: Mozgásvezérlő szoftver (angolul: motion control system)

## Fordítás
- Ez a szócikk részben vagy egészben  a   Simatic című német Wikipédia-szócikk ezen változatának fordításán alapul.  Az eredeti cikk szerkesztőit annak laptörténete sorolja fel. Ez a jelzés csupán a megfogalmazás eredetét és a szerzői jogokat jelzi, nem szolgál a cikkben szereplő információk forrásmegjelöléseként.